# JASON
JASON — независимая исследовательская группа американских ученых, которые консультируют правительство США по вопросам науки и техники, в основном конфиденциального характера. Группа была создана в 1960 году и получила известность во время Вьетнамской войны при создании Линии Макнамары. Большая часть исследовательских работ группы посвящена оборонным вопросам, а несекретные доклады посвящены проблемам здравоохранения, кибербезопасности и возобновляемой энергетики.
История возникновения и деятельности этого сообщества впервые раскрыта в книге «Ясоны: Секретная история послевоенной научной элиты».